# Grand Angle (émission de télévision)
 (mai 2018).
Si vous disposez d'ouvrages ou d'articles de référence ou si vous connaissez des sites web de qualité traitant du thème abordé ici, merci de compléter l'article en donnant les références utiles à sa vérifiabilité et en les liant à la section « Notes et références ».
Grand Angle était une émission de télévision présentée par Bruce Toussaint et diffusée d'août 2014 à juillet 2019 sur BFM TV du lundi au jeudi de 22 h à 0 h.

## Description
Trois reportages sur des thématiques variées en lien avec l'actualité du jour sont diffusés. L'émission offre aux téléspectateurs près de 40 minutes de reportages, suivis de débats en plateau. Bruce Toussaint reçoit des invités spéciaux et accueille les journalistes et éditorialistes spécialistes de la chaîne pour commenter, expliquer et réagir en direct à ces images.

## Historique
L'émission est lancée lors de la rentrée 2014 de BFM TV en remplacement du Soir BFM. Elle est présentée du lundi au jeudi de 22 h à minuit par Jean-Baptiste Boursier.
À la rentrée 2018, le journaliste quitte BFM TV et Bruce Toussaint le remplace ainsi à la présentation de l'émission.
L'émission laissera place à un nouveau programme à la rentrée 2019 : le Tonight Bruce Infos, cette nouvelle émission sera désormais axée autour d'une bande constituée de Jeanne Daudet, Catherine Tricot, Benoît Gallerey et Bruno Jeudy.